# Афективна везаност
Афективна везаност (енгл. attachment, причвршћивање; приврженост) представља однос привржености између људског детета и родитеља (старатеља) који се успоставља током првих месеци живота, захваљујући урођеној потреби детета за тражењем и успостављањем блиске физичке и емоционалне везе са значајним одраслим особама (родитељима). Афективна везаност представља систем генетски програмираних образаца понашања младунчета као што су сисање, хватање, држање, праћење објекта погледом, гукање, осмехивање, плакање и слично. Биолошка функција везивања младунчета за одраслог (искуснијег, моћнијег) представља заштиту од опасности. Понашања афективне везаности укључују одржавање контакта и близине са мајком (односно фигуром афективне везаности) и јављање анксиозности и туге приликом нежељеног одвајања од ње. Одржавање афективне везаности са мајком ствара осећање сигурности, а њено угрожавање производи осећање несигурности и љутње. Без афективне везаности, човеково младунче би тешко преживело, а развој би био оштећен. Афективна везаност је најзначајнија манифестација и доказ примарне социјалности детета на раном узрасту. За ментално здравље је потребно да "одојче и мало дете имају у искуству топао, интиман и трајан однос са својом мајком, или њеном трајном заменом".

## Стварање теорије
Термин је сковао и касније развијао током четири деценије, од раних 1940-их до касних 1970-их, психолог Џон Болби у свом раду о теорији везаности. Срж термина афективна веза, према Болбију, је привлачност коју једна особа има за другу особу. Централне карактеристике концепта афективног везивања могу се пратити у Болбијевом раду из 1958. године, „Природа везивања детета са његовом мајком“. Истраживање развојне психолошкиње Мери Ејнсворт 1960-их и 70-их поткрепило је основне концепте, увело концепт „сигурне базе“ и развило теорију о бројним обрасцима везивања код новорођенчади: сигурни, избегавајући и узнемирени стил везивања. Четврти образац, дезорганизовани стил, идентификован је касније. Осамдесетих година теорија је проширена на везаности код одраслих. Друге интеракције се могу тумачити тако да укључују компоненте понашања везаности; то укључује односе са вршњацима у свим узрастима, романтичну и сексуалну привлачност и одговоре на потребе неге новорођенчади или болесних и старијих особа.

### Рад Џона Болбија
Да би формулисао свеобухватну теорију о природи раних везаности, Болби је истражио низ поља, укључујући еволуциону биологију, теорију односа предмета (психоанализа), теорију контролних система и разна поља етологије и когнитивне психологије. Након прелиминарних радова од 1958. надаље, Болби је објавио целу теорију у трилогији Прилог и губитак (1969–82). У раним данима теорије академски психолози критиковали су Болбија, а психоаналитичка заједница га је протерала због његовог одступања од психоаналитичких доктрина. Међутим, теорија везаности је од тада постала доминантан приступ разумевању раног друштвеног развоја и створила велики вал емпиријских истраживања формирања блиских односа деце. Касније критике теорије везаности односе се на темперамент, сложеност друштвених односа и ограничења дискретних образаца за класификације. Теорија везаности је значајно измењена као резултат емпиријског истраживања, али концепти су постали општеприхваћени. Теорија везаности чинила је основу нових терапија и информисала о постојећим, а њени концепти коришћени су у формулисању социјалних политика и политика бриге о деци за подршку раним везама деце. Теорија везаности није исцрпан опис људских односа, нити је синоним за љубав и наклоност, иако оне могу указивати на то да везе постоје.
Болби је запазио да одојче на привремени прекид афективне везаности са мјаком реагује интензивним плачем, узнемиреношћу и нелагодношћу. Откриће етолога да је афективна везаност примарна потреба изазвало је револуцију у схватању дечјег развоја. Успостављање стабилне афективне везе између мајке и одојчета има огроман и далекоснажан значај за читав потоњи развој и здравље детета. Ако је однос афективне везаности добро успотављен, дете је расположено и спокојно, а ако је угрожен, јављају се стрепња и бес. Ако се овај однос прекине, према Болбију, доћи ће до туге и депресије код детета.

#### Четири фазе привржености
Џон Болби је веровао да постоје четири карактеристике привржености. Ово је укључивало:
- Одржавање близине: Жеља одојчета да буде у близини људи за које је везано.
- Сигурно уточиште: Враћање на фигуру везаности за удобност и сигурност у суочавању са страхом или претњом.
- Сигурна база: Фигура везаности делује као база сигурности из које дете може да истражује околину.
- Дистрес одвајања: Анксиозност која се јавља у одсуству фигуре везаности.

Болбијеве мисли о разликовању везаности довеле су до гледишта многих других психолога о везивању и разним везама са којима се везаност поклапа.
| Фаза    | Временски период                  | Понашање детета |
| ------- | --------------------------------- | --- |
| Прва    | Од рођења до 8.-12. недеље живота | Специфична осетљивост за социјалне дражи. Упућује сигнале који изазивају интересовање родитеља и подстичу их да се старају о деци. Дете и даље нема свест о себи и другима као засебним особама и не може да опажајно разликује друге одрасле јединке, па због тога упућује неусмерене сигнале ка било којој одраслој особи у близини која је у интеракцији са дететом. Обично се сигнали своде на плакање, осмехивање, посезање. Ако је реаговање особе у складу са потребама и понашањима одојчета, развија се стабилан образац интеракције. |
| Друга   | 2-6, обично око 3-4. месеца       | Дете почиње да издваја једну особу, најчешће мајку, према којој усмерава своје понашање афективне везаности. Дете плаче када особа одлази, осмехује јој се, вокализује, испољава радост када је примети, привија се уз њу и слободно истражује околину. Напредак у овој фази огледа се у израженијој способности детета да активно иницира интеракцију са примарном фигуром афективне везаности. Понашање дојенчета према неговатељу постаје организовано на основу циља како би се постигли услови који чине осећај сигурности. |
| Трећа   | 6.- 9. месец                      | Одојче је способно самостално да се креће, што му пружа већи степен контроле над физичком близином са фигуром афективне везе, као и више могућности за истраживање и излагање опасностима. У понашању детета овог узраста могу се уочити нови обрасци понашања, специфично усмерени на особу за коју је дете везано: физичко приближавање, посебно након раздвојености или услед узнемирености детета; праћење мајке када напушта просторију; коришћење мајке као базе сигурности за истраживање околине; повратак мајци као бази сигурности, када је дете уплашено или узнемирено. Претпоставка за развој специфичног односа одраслог и детета јесте и схватање да одрасла особа постоји независно од самог детета и његовог искуства са том особом. |
| Четврта | 3-4 године                        | Већина деце су и даље благо узнемирена при одвајању њихове фигуре за коју су афективно везани од њих. Оно што је врло узнемиравајуће је чињеница да морају да остану сами. С обзиром на то да лакше подносе краћа одвајања од мајке, деца овог узраста показују мање захтева за физичким контактом након сепарације. На узрасту од 4 године, деца не показују узнемиреност услед кратког одвајања од мајке, ако су са њом договорили заједнички план одвајања и њеног повратка. Такође, физички контакт као облик интеракције с мајком замењују контактом очима, афективном комуникацијом (на пр. разменом осмеха, тепањем и сл.) и конверзацијом о личним темама.                                                                                    |

### Рад Мери Ејснворт
Дечји психолог Мери Ејнсворт је даље проширила Болбијево истраживање спроводећи експеримент који је познат као "Балтиморска лонгитудална студија: Страна ситуација“. Пре експеримента, Ејнсворт је у Уганди  у природним условима посматрала како дете и мајка интерагују. У експерименту, родитељ и дете су сами у соби. Соба је опремљена играчкама за децу, које служе да подстичу игру и истраживачко понашање. Странац тада улази у собу и разговара са родитељем. Након неког времена, родитељ тихо излази из собе, остављајући странца и дете у соби. Осам 3-минутних епизода у којима се дете излаже све већем стресу и тиме се активира систем афективне везаности. Дете тада реагује на тренутну ситуацију и онда родитељ поново улази у собу и теши дете. Посматра се квалитет дететовог истраживања када је мајка одсутна и када је присутна, али и квалитет односа детета мајци када је присутна, када одлази и када се враћа. Процедура је намењена деци узраста од 12 до 18 месеци. 
Из ове револуционарне студије, Ејнсворт је развила различите облике стилова привржености које бебе показују са људима са којима су блиски, један облик сигурне везаности, и три несигурна стила. Истраживања су показала осетљивост за социјалне дражи и интеракције, али и да беба узраста од око 7 месеци не показује узнемиреност када мајка оде. Крос културна истраживања указала су на релативно мале културалне разлике и показала да је систем понашања афективне везаности универзална карактеристика.

#### Сигурни стил везаности
Сигурну везаност у детињству карактерише приметна узнемиреност када је родитељ изашао из собе. Када се родитељ вратио, дете је било изузетно срећно што га је видело. Одојчад ће чешће изабрати родитеља у односу на било коју другу особу, посебно странца. Како крећу у детињство, они који одржавају сигурну везаност лакше склапају пријатељства и упознају нове људе и одржавају поуздану везу са својим родитељима. Адолесценти имају користи од родитељске подршке, али такође почињу да прелазе са ослањања на родитеље у независније окружење са више слободе. У одраслом добу, већа је вероватноћа да ће имати дуготрајне везе, високо самопоштовање, наћи задовољство у романтичним везама и могу лако да разговарају са својим партнерима.
Малишан који је сигурно везан за свог родитеља (или другог познатог неговатеља) слободно ће истраживати док је неговатељ присутан, обично се бави незнанцима, често је видно узнемирен када његоватељ одлази и генерално је срећан када се његоватељ врати. На обим истраживања и невоље утичу, међутим, темперамент детета и ситуациони фактори, као и статус везаности. На везаност детета у великој мери утиче осетљивост примарног неговатеља на његове потребе. Родитељи који доследно (или готово увек) одговарају на потребе свог детета створиће сигурно везану децу. Таква деца су сигурна да ће њихови родитељи реаговати на њихове потребе и комуникацију.
Сигурно везана деца најбоље могу да истражују када имају знање о сигурној бази (неговатељу) којој се могу вратити у време потребе. Када се пружи помоћ, ово јача осећај сигурности, а такође, под претпоставком да је родитељска помоћ корисна, едукује дете како да се са истим проблемом носи у будућности. Стога се на сигурно причвршћивање може гледати као на најприлагодљивији стил везивања. Према неким психолошким истраживањима, дете се сигурно веже када је родитељ доступан и способан да одговори детету на одговарајући и одговарајући начин. Ако су родитељи пажљиви и пажљиви према својој деци у раном детињству и раном детињству, та деца ће бити склонија сигурној везаности.

#### Анксиозно-амбивалентни стил везаности
Амбивалентни стил карактерише јака опрезност према странцима. Деца се осећају изузетно непријатно када немају познато лице у соби. Када се родитељ врати, дете не добија никакву утеху од њиховог повратка и неутешно је. У детињству, ова деца имају тенденцију да се понашају „прилепљиво“ према родитељима и да се у великој мери ослањају на друге. У одраслом добу имају потешкоћа са поверењем и осећају да њихов партнер не показује иста осећања према њима. Несигурно везани одрасли имају тенденцију да се понашају хладно и доживљавају многе прекиде веза током свог живота.
Анксиозно-амбивалентна везаност такође је погрешно названа „отпорна везаност." Генерално, дете са анксиозно-амбивалентним обрасцем везаности обично ће мало истраживати (у експерименту) и често је опрезно према странцима, чак и када је родитељ присутан. Када неговатељ оде, дете је често у великој невољи. Дете је углавном амбивалентно када се неговатељ врати. Анксиозно-амбивалентна стратегија је одговор на непредвидиво одзивну негу, а испољавање беса (амбивалентно отпоран) или беспомоћности (амбивалентни пасив) према неговатељу на поновном окупљању може се сматрати условном стратегијом за одржавање доступности неговатеља превентивним предузимањем контроле интеракције.
Истраживање које су урадили МеКарти и Тејлор (1999) открило је да је код деце са насилним искуством из детињства већа вероватноћа да ће развити амбивалентне везаности. Студија је такође открила да ће деца са амбивалентним везама вероватније имати искуства са одржавањем интимних односа као одрасли.

#### Избегавајући стил везаности
Дојенчад и деца са избегавајућим стилом имају тенденцију да не показују преференцију између својих старатеља и странца. Они не траже активно много утехе у контакту са својим родитељима и обично их избегавају. У одраслом добу, они који избегавају везивање имају потешкоћа у одржавању односа због немогућности да покажу емоције. Већа је вероватноћа да ће се упустити у повремени секс и размишљати о другим људима или стварима док имају секс. Коначно, вероватно неће бити подржавајући када су други људи у стресним ситуацијама и нису у стању да сагледају идеје из перспективе друге особе.
Дојенче са обрасцем везаности који избегава узнемиреност избегаваће или игнорисати неговатеља - показујући мало осећања када неговатељ оде или се врати. Дојенче неће много истраживати без обзира на то ко је тамо. Дојенчад класификована као особа која избегава узнемиреност (А) представљала је загонетку почетком 1970-их. Нису показивали нервозу због раздвајања, или су игнорисали неговатеља по повратку (А1 подтип) или су показивали одређену тенденцију да приступе заједно са неком тенденцијом да игноришу или се окрену од неговатеља (А2 подтип). Ејнсворт и Бел су теоретисали да је очигледно узнемирено понашање дојенчади која избегавају заправо маска за нервозу, хипотеза која је касније доказана кроз студије брзине откуцаја срца новорођенчади с овим стилом.

#### Дезорганизовани стил везаности
Дезорганизовани стил везаности код новорођенчади показује да имају тенденцију да покажу избегавајуће и несигурно понашање. Одојчад с овим стилом имају тенденцију да буду у омамљености и делују збуњено због ситуације у којој се налазе. Они не показују никакве јасне знаке привржености ни у једном тренутку свог живота. Деца у овој групи имају тенденцију да преузму родитељску улогу и понашају се као старатељ према свом родитељу. Они показују опште недоследан облик понашања. Истраживање Мејна и Хесеа показало је да родитељи који користе тактике страха и уверавања доприносе овом дезорганизованом облику везаности.
Овај четврти облик везаности примећен је у каснијим студијама које су спровели Мејн и Соломон. Бројне студије су подржале  запажања Мери Ејсворт. Ове студије су такође показале да стилови везаности развијени у детињству могу утицати на понашање касније у животу.

#### Пет критеријума
Болби је назвао афективне везаности специфичним типом "афективне" везе, како су је описали он и Мери Ејнсворт. Она је успоставила пет критеријума за љубавне везе између појединаца и шести критеријум за афективне везе:
- Љубавна веза је трајна, а не пролазна.
- Љубавна веза укључује одређену особу која није заменљива ни са ким другим.
- Афективна веза укључује однос који је емоционално значајан.
- Појединац жели да одржи близину или контакт са особом са којом има љубавну везу.
- Појединац осећа тугу или узнемиреност због невољног одвајања од особе.
- (Афективна везаност) Особа се осећа усамљено и не може да успостави друге дуготрајне везе и пријатељства.
- Афективна везаност има додатни критеријум: особа тражи сигурност и удобност у вези.

## Неговатељи
Неговатељи играју важну улогу у животима деце из неколико разлога. Важно је да дете има везу пуну љубави са особом која брине о том детету. Према Болбију, неговатељи могу бити сви који се брину о детету, али су обично мајка или отац тог детета. Деца придају велику вредност свом односу са родитељима и мењаће своје понашање како би задовољила жељено понашање својих родитеља. Болби објашњава да када дете наврши дванаест месеци, оно је развило јак однос са својом мајком. Фројд који је цитиран у Болбијевом чланку „Природа везивања детета са мајком“ каже да је прва љубав детета задовољење потребе за храном, дакле или мајчина дојка или флашица млека. Болби има четири теорије које објашњавају како се стварају везаност и веза између детета и његовог или њеног старатеља.
- Секундарни нагон: Када су физиолошке потребе детета задовољене, на пример након што мајка храни или греје своје дете.
- Примарни објекат сисања: Бебе имају урођени квалитет који треба испунити сисањем мајчине дојке за коју је схватио да је повезана са његовом мајком, стварајући тако чвршћу везу.
- Примарни предмет пријањања: Поред хране као примарне потребе, осећај или додир другог човека је такође примарна потреба за бебе, тако да се држе својих родитеља да би задовољили ову потребу.
- Примарна жудња за повратком у материцу: деца жуде да се врате у материцу своје мајке.

## Друге афективне везе током животног века

### Мајка и дете
Утврђено је да је веза између мајки и одојчади кључна веза током животног века мајке и деце. По рођењу, мајке пролазе кроз постпорођајни период када се осећају одвојено од свог детета и имају потребу да створе нову везу другачију од оне која је створена током пренаталног периода. Веза између мајке и бебе је подједнако важна за мајку као и за дете. Ова веза се може формирати након верованог критичног периода контакта са кожом након порођаја. Ова прва афективна веза је основа свих будућих односа и веза у будућности детета.

### Отац дете
Утврђено је да је веза између оца и детета важнија него што се раније веровало, али није утврђено да је толико важна као веза између мајке и детета. Деца се повезују са очевима као старатељима, али ниво снаге везе зависи од нивоа укључености оца. Међутим, нема довољно истраживања на ову тему да би се извукли други закључци о вези и очевој умешаности.

### Сексуално партнерство
Везу између сексуалних партнера карактеришу три компоненте које су репродуктивна, афективна и старатељска, и оне могу бити заступљеније у одређеним везама него у другим. У неким сексуалним партнерствима постоји само репродуктивна компонента, без афективне везаности. Када се веза формира на врху репродуктивне везе, мужјак ће вероватно преузети улогу неговатеља код потомства као и код свог партнера; која је у западној култури обично његова жена. У западној култури пар често размењује нивое бриге и привржености током читавог животног века. У традиционалним брачним паровима ниво сексуалне привржености се мења током животног века везе, наводећи да постоје и други важни аспекти везе између мушкарца и жене. Парови деле емоционалну и интелектуалну везу поврх сексуалне. У западном друштву се традиционалне родне улоге доводе у питање, што утиче на ниво привржености мушког неговатеља за своју жену; међутим, не постоји велико поље истраживања на ову тему.
Претпоставља се да нехетеросексуални парови деле већину истих компоненти везаности; међутим, мало је истраживања на ову тему из којих би се извлачили закључци.

### Пријатељи, сапутници
Веза створена између пријатеља, сапутника и интимних особа је суштинска веза за цео живот. Ове везе су неопходне за друштвени развој јер се разликују од веза које се стварају са родитељима и другом родбином. Људи су природно друштвена бића, тако да је стварање веза са другим људима природно. Ови односи се често формирају кроз заједничке интересе и близину. Пријатељства почињу у раном детињству и трају током одраслог доба. Многа различита пријатељства се стварају током живота и могу бити на било који временски период. Опет, ове везе обично нису тако јаке као оне које се стварају са другим рођацима, али су њихови друштвени аспекти од суштинског значаја за развој.

### Браћа и сестре и остали сродници
Веза између браће и сестара и других рођака у великој мери зависи од старости рођака и нивоа укључености детета. Старија браћа и сестре могу преузети више родитељске улоге са млађом браћом и сестрама и тако стварају више родитељске везе. Ова родитељска веза се јавља када родитељ умре или када је ниво родитељске укључености низак, међутим ова област истраживања је још увек прилично нова. Браћа и сестре блиских година често имају више пријатељске везе. Браћа и сестре такође могу имати другачију врсту везе која се не види у другим везама јер браћа и сестре имају блиску везу, али могу имати више неодлучна осећања једно према другом.
Веза између осталих сродника у великој мери зависи од друштва у којем дете одраста. У више колективистичким културама веза између сродника је јача него у индивидуалистичким. Ниво везе између рођака често је због заједничких вредности, културе, порекла и личних искустава. Мало је истраживања на ову тему, тако да је ниво информација још увек низак.

## Харловљеви мајмуни
Везаност није нешто што је ограничено само на људе, већ се види и код нељудских животиња. Класичну студију која показује приврженост животињама урадио је Хари Харлоу са својим макаки мајмунима. Његова студија сугерише да бебе не само да осећају приврженост својој мајци због потребе за хранљивим материјама и заштитом, већ осећају приврженост мајци и због потреба удобности.
У експерименту Харија Харлова одвојио је бебе мајмуна од њихових мајки 6-12 сати након рођења и одгајио их у лабораторији, изоловане од људи и других мајмуна. У сваком кавезу ови мајмуни су имали две "мајке". Једна мајка је била направљена искључиво од жице, а друга мајка је направљена од блока дрвета и сунђера који је затим умотан у фротир; обоје су исијавали топлоту. У једном стању је дојила само жичана мајка, а у другом стању само мајка од фротира.
Резултати показују да су дојенчад мајмуна проводила знатно више времена са мајком од фротира без обзира да ли је она давала хранљиве материје или не. Ово показује да новорођенчади не само да требају њихове мајке да им обезбеде храну и заштиту, већ морају да пруже и неку врсту удобности.

## Теорије афективне везаности

### Модерна еволутивна теорија
Сматрају да је циљ еволуције да обезбеди опстанак и продужење гена, а не јединке и врсте. Аутори Белски, Стајнберг и Дрепер су понудили објашњење значаја раног социјалног искуства и функције афективног везивања у моделу репродуктивних стратегија. Према овом моделу, основна функција раног искуства јесте да дете упозна колико постоји доступност и предвидљивост ресурса у средини, колико поверења може имати у друге и колико могу трајати блиски међуљудски односи, што треба да му омогући да развије одговарајућу репродуктивну стратегију за каснији одрасли живот и да тако обезбеди опстанак и продужење гена. Различити обрасци афективног везивања јављају се због различитих средина, због којих се развијају алтернативне репродуктивне стратегије.
Модел репродуктивних стратегија описује и две развојне путање које доводе до две репродуктивне стратегије у зрелом добу, опортунистичку и инвестирајућу стратегију. Опуртунистичка доводи до подизања квантитета потомства, раније јављање сексуалних односа, обично са више партнера, мање родитељско инвестирање, нестабилне и кратке партнерске везе... Инвестирајућа стратегија је усмерена ка квалитету потомства и родитељско инвестирање је веће, сексуални односи се јављају касније и са мањим бројем партнера, партнерске везе су стабилније и дуже трају.

### Бихејвиорално-генетички приступ
Испитиван је значај наследног фактора за велики број црта личности, особина и способности, па тако и за обрасце афективне везаности. Идеја о значају наследног фактора у развоју афективне везаности била је поткрепљивана налазима о сагласности образаца афективне везаности између две генерације (родитеља и деце). Међутим, досадашња истраживања углавном указују на занемарљив генетски утицај у погледу индивидуалних разлика у обрасцима афективне везаности. Сматра се да се повезаност родитељских образаца и образаца афективне везаности деце не може објаснити наслеђивањем стратегија. Друго интересантно питање повезивало је наслеђе с карактеристикама темперамента, а посредно и с обрасцима везаности. Као што је већ било речи, већина истраживања не подржава идеју по којој разлике у темпераменту леже у основи различитих образаца везаности. У неким истраживањима утврђен је генетски утицај на карактеристику темперамента која је названа «ниво узнемирености», али не и на разликовање сигурног/несигурних образаца афективне везаности.

## Поремећаји код везивања
Код деце код којих су уочљиве реакције које се у значајној мери разликују од уобичајених при контакту са негујућом особом и другим људима могуће је говорити о постојању поремећаја везивања. При томе, важно је имати у виду да наведене реакције морају постојати дужи временски период и бити упадљиве и јасно уочљиве у свим ситуацијама које укључују контакт са другима.

### Одсуство знакова везивања
Деца са овим поремећајем не показују никакве знаке везаности ни према једној особи и приликом одвајања од негујуће особе не показују никакве знаке протеста због тога. Ова деца у ситуацијама које доживљавају угрожавајућим и када су уплашена не траже заштиту ни од кога. Овај поремећај махом се јавља код деце која су одгајана у сиротиштима или код оних која су често мењала хранитељске породице.

### Недиференцирано везивање
О овом поремећају може се говорити када се деца прихватају контакт и понашају се пријатељски према било којој особи из свог окружења. Када су уплашена или нешто желе, ова деца ће се обратити било којој особи из своје околине, чак и онима које никада раније нису видела. Наведени поремећај карактеристичан је за децу коју родитељи свакодневно занемарују.

### Претерано везивање
Уочава се код деце која су мирна и спокојна само када су близу особе која брине о њима. Приликом сусрета са непознатим људима упадљиво су узнемирена и захтевају физички контакт са негујућом особом. Приликом одвајања од особе за коју су везана реагују бурно. Карактеристичан је за децу чије мајке су претерано забринуте за њих и у сталном страху да им се нешто може десити.

### Инхибирано везивање
Карактеристично је за децу која приликом одласка особа за коју су везана не реагују ни на који начин. Међутим, у контакту са негујућим особама претерано су послушна и сваки захтев извршавају без поговора. С друге стране, када остану сама могу отворено и без устезања прилазити непознатим особама и ступати у контакт са њима. Овај поремећај везивања најчешће се јавља код деце која су континуирано изложена физичком злостављању.

### Агресивно везивање
Деца са оваквим обрасцем везивања жељу за блискошћу са другим особама изражавају кроз упадљиво агресивно понашање. Међутим, након успостављеног контатка, ако он потраје нешто дуже, ова деца нагло се примирују. Агресивно везивање најчешће се јавља код деце у чијој породици је уобичајено агресивно понашање, било физичко било вербално.

### Везивање са замењеним улогама
Карактерише се преузимањем улоге родитеља где дете испољава претерану бригу за особу која га негује и труди се да што дуже остане у њеној близини. Такође, при контакту са другим људима необично је осетљиво на њихово стање. Најчешће се јавља код деце која у раном детињству изгубе једног од родитеља или где услед преокупације брачним проблемима родитељи не одговарају на њихову потребу за близином.